# Episodi di Sons of Thunder
La prima e unica stagione di Sons of Thunder, composta da solo 6 episodi, viene trasmessa sul canale statunitense CBS dal 6 marzo al 17 aprile 1999. Mentre in Italia viene trasmessa su Italia 1 nel 2000.
| n° | Titolo originale     | Titolo italiano        | Prima TV USA   | Prima TV Italia |
| -- | -------------------- | ---------------------- | -------------- | --------------- |
| 1  | Moment of Thuth      | Il poeta serial killer | 6 marzo 1999   | 2000            |
| 2  | Fighting Back        | Un kimono per Sarah    | 13 marzo 1999  | 2000            |
| 3  | Daddy's Girl         | La figlia di Butch     | 20 marzo 1999  | 2000            |
| 4  | Lost & Found         | Il padre ritrovato     | 3 aprile 1999  | 2000            |
| 5  | Underground          | Il mondo sotto terra   | 10 aprile 1999 | 2000            |
| 6  | Thunder by Your Side | Tony lo squalo         | 17 aprile 1999 | 2000            |

## Il poeta serial killer
- Titolo originale: Moment of Thuth
- Diretto da: Bill L. Norton
- Scritto da: Bob Gordon

### Trama
Jack Lesofsky, un serial killer, uccide alcune donne e lascia un messaggio a Carlos, sfidandolo a fermarlo. Nel frattempo, Carlos ha invitato a cena una collega di cui è innamorato, ma questa finisce catturata dal criminale, che ordina al detective di posare la sua pistola: Carlos ubbidisce ma il killer uccide ugualmente la donna, prima di fuggire con un paracadute. Divorato dai sensi di colpa per non aver saputo gestire la situazione, Carlos viene rimosso dalle indagini e si dimette dalla polizia; in realtà, continua ad indagare assieme a Trent, scontrandosi con il detective Ryan a cui è stato affidato il caso. Poiché il killer è a conoscenza delle sue dimissioni, Carlos immagina che sia un ex-poliziotto; intanto, riceve dal criminale due lettere in apparenza senza senso, che in realtà forniscono indizi sulle prossime vittime. Il detective non arriva però in tempo ed altre due donne finiscono uccise. Alla centrale Carlos incontra un agente che si rivela essere il killer, il quale riesce però a sfuggirgli. Aiutati da una segretaria della polizia, Carlos e Trent identificano il criminale, un uomo che si spaccia per agente pur essendo stato rifiutato. Il killer rapisce la segretaria per attirare in trappola Carlos, ma Trent, che lo aveva seguito, disarma il delinquente, lanciandogli addosso una ruota dentata. Affrontato e sconfitto da Carlos, il killer viene infine arrestato.
● Guest Star: Chuck Norris (Cordell Walker) Wade Williams (Jack Lesofsky)

## Un kimono per Sarah
- Titolo originale: Fighting Back
- Diretto da: Michael Preece
- Scritto da: Genia Shipman

### Trama
Trent e Carlos, che ora lavorano assieme alla Thunder Investigation, vengono convinti dal loro amico Butch ad assumere una segretaria, Kimberly. Grazie all'abilità di questa nel trattare con i clienti, i due soci trovano subito un nuovo incarico e indagano su alcuni furti in un magazzino di computer, scoprendo che i responsabili sono il capo della sicurezza ed alcuni dipendenti, che poi catturano. Nel frattempo Sarah, la madre di Joseph (uno dei ragazzi che frequentano la palestra di Trent), viene aggredita e violentata in casa sua, perdendo la memoria. La donna viene dimessa ma a causa del trauma non riesce più ad uscire di casa, né ad entrare in cucina, dove è avvenuto il fatto; Trent ed Alex la convincono a fare un corso di autodifesa. Qualche giorno dopo Sarah inizia a ricordare il volto dell'aggressore, che viene poi arrestato da Walker; tuttavia il criminale ottiene la libertà provvisoria prima del processo, così Trent e Carlos fanno turni di guardia a casa della donna per proteggerla. Difatti il violentatore tenta di ucciderla, ma Sarah si difende con le arti marziali, finché Trent, dopo aver messo KO i suoi complici, lo sconfigge. A fine episodio Trent e Carlos scoprono che le loro ultime imprese sono finite sul giornale, poiché Kimberly aveva avvertito la stampa, facendo loro pubblicità.
● Guest Star: Isabella Hofmann (Sarah), Taylor Handley (Joseph), Sheree Wilson (Alex Cahill), Chuck Norris (Walker), Clarence Gilyard (Trivette)

## La figlia di Butch
- Titolo originale: Daddy's Girl
- Diretto da: Christian I. Nyby II
- Scritto da: Garry A. Brown

### Trama
Una ragazza di nome Nancy si presenta al bar di Butch lasciando una lettera per lui e l'uomo apprende che la giovane, Nancy, è sua figlia. Nel frattempo il fidanzato di questa, che voleva dimostrare la corruzione di alcuni agenti della sicurezza nazionale, è stato ucciso. Gli stessi agenti fanno poi sparire il cadavere e cercano di eliminare anche Nancy, che viene difesa da Trent e Carlos, incaricati da Butch di ritrovarla. Nancy fugge e viene trovata dai due soci in un parco, dove lei spiega la situazione e loro la difendono da un altro attentato. La ragazza fugge di nuovo. Trent e Carlos attirano in trappola gli agenti corrotti (che li sorvegliavano con delle cimici) facendo credere loro che Nancy sta arrivando al bar, portando un dischetto del suo ragazzo contenente le prove. Tuttavia Nancy arriva realmente nel bar e rischia di finire uccisa, ma è salvata da Butch. Catturati i criminali, Trent e Carlos li consegnano alla polizia, mentre Butch conosce sua figlia.
● Guest Star: Leslie Bibb (Nancy), Shannon Whirry (Sabrina)

## Il padre ritrovato
- Titolo originale: Lost & Found
- Diretto da: Christian I. Nyby II
- Scritto da: Robin Madden

### Trama
Alex ha organizzato un campeggio per bambini ma Walker deve allontanarsi per lavoro e viene sostituito da Carlos. Butch inserisce nel gruppo anche una bambina figlia di suoi amici, disperata perché suo padre è scomparso. Nel frattempo, Trent e Kimberly iniziano le indagini per ritrovare l'uomo che, dopo un passato da alcolista, era diventato un serio lavoratore in una tipografia da cui però era stato licenziato. Al campeggio la bambina scappa dopo una lite con una compagna ed Alex va a cercarla, ma entrambe vengono catturate da alcuni militari corrotti che hanno progettato un attentato ed hanno già ucciso uno di loro che voleva abbandonare la banda. Carlos e Walker sconfiggono i militari prima che possano eliminare le due intruse; intanto Kimberly ha scoperto che il padre della bambina è tenuto prigioniero da una banda di falsari, che lo obbligano a lavorare per loro usando vecchie presse che solo lui è in grado di far funzionare. Kim finisce catturata dai banditi, ma viene salvata da Trent e Butch e la famiglia si riunisce. Trent e Carlos rinunciano alla taglia per la cattura della banda, lasciandola all'uomo che la usa per aprire una tipografia.

## Il mondo sotto terra
- Titolo originale: Underground
- Diretto da: John R. Leonetti
- Scritto da: Bart Baker

### Trama
Trent, Carlos e Kimberly hanno problemi economici, tuttavia accettano di aiutare gratis due genitori che hanno perso la loro figlia, Jennifer. Questa è fuggita di casa per seguire il suo fidanzato, membro di una banda di ladri che vive nelle fogne, agli ordini di un boss che domina il mondo sotterraneo. In realtà, la giovane vorrebbe tornare dai suoi ma il boss glielo impedisce. Butch si unisce alle ricerche e penetra nelle fogne, scoprendo dai barboni che vi abitano dell'esistenza della banda, che si dedica al traffico di organi oltre che al furto. Butch finisce catturato, così pure Trent e Carlos. Intanto il fidanzato di Jennifer finisce ucciso in una rapina e lei stessa sta per essere uccisa, poiché il boss intende vendere il suo cuore per un trapianto. Trent e Carlos, fuggiti dalla stanza, bloccano tuttavia il chirurgo, mentre Butch lotta col boss e lo sconfigge. Jennifer ritorna dai genitori e i barboni vengono convinti da Butch ad uscire dalle fogne per ricominciare una nuova vita.

## Tony lo squalo
- Titolo originale: Thunder by Your Side
- Diretto da: John R. Leonetti
- Scritto da: Bob Gookin

### Trama
La Thunder Investigation rischia di chiudere per mancanza di denaro, quando un uomo si presenta ed offre una grossa somma per ritrovare la sua amante, Donna. Trent e Carlos non si fidano di lui ma fingono di accettare per proteggere la donna; Butch informandosi conferma il sospetto, il loro cliente è un boss mafioso detto "Tony lo squalo". Con l'aiuto di Kimberly, i due soci trovano Donna, che racconta loro di non essere l'amante del boss, ma la moglie del suo contabile, ucciso da Tony per avergli rubato l'agenda in cui segnava le attività illegali, ora in mano sua. Due aiutanti del boss irrompono sul posto ma Trent e Carlos li sconfiggono e scappano: Tony allora fa rapire Kimberly, che intende scambiare con Donna e una grossa somma che il marito di questa gli aveva rubato, oltre all'agenda. Donna tuttavia è fuggita col denaro e i due soci chiedono aiuto a Walker. Il giorno seguente Trent e Carlos si recano al luogo dello scambio, dove Tony li aspetta con tre sicari pronti a sparare al suo ordine. I due soci riescono a far parlare il boss (registrandolo a sua insaputa), dando il tempo a Walker di stordire i sicari: a quel punto vari agenti in borghese arrestano Tony e i suoi aiutanti, salvando Kimberly. L'agenzia sembra però destinata a chiudere, nonostante Butch rinunci all'affitto, ma Trent e Carlos ricevono la visita di due agenti dell'FBI, i quali comunicano loro che avendo fatto arrestare Tony che era pure evasore fiscale, hanno diritto ad un premio che fa quadrare il loro bilancio. Infine, Donna e sua sorella si godono il sole su una sdraio in un hotel di Acapulco.
● Guest Star: Philip Suriano (Tony), Lisa LoCicero (Donna), Chuck Norris (Walker)